# Aldair
Aldair Nascimento dos Santos (Ilhéus, Bahía, 30 de noviembre de 1965) es un exfutbolista brasileño que jugó como defensa central y que formó parte de la selección de fútbol de Brasil que ganó la Copa Mundial de Fútbol de 1994.

## Trayectoria

### Flamengo
Su trayectoria se ha visto marcada por un sendero muy difícil en el cual no fue tan fácil para el destacar en el ámbito deportivo y a pesar de todo eso logró establecerse como una figura muy sólida en cada uno de los clubes de balón pie donde militó.
Su carrera futbolística comenzó en el Clube de Regatas do Flamengo
Con la camiseta del Fla, participó en la conquista del Campeonato Carioca de 1986 y de la Campeonato Brasileño de Serie A|Copa União]] de 1987 (uno de los módulos del Campeonato Brasileño de ese año). Dejó Flamengo en 1989 con 184 partidos, 97 victorias, 50 empates y 37 derrotas; 12 goles.

### Benfica
Se trasladó a Europa en 1989, después de la Copa América, jugando con el Benfica, Portugal, llegando así a Europa en sustitución de Carlos Mozer, quien fue vendido al Marsella. El 9 de septiembre de 1989 debutó contra el Beira-Mar, en la 3.ª jornada del Campeonato Portugués.
En su primera experiencia fuera de Brasil, Ganó una Supercopa, jugó 33 partidos, marcando 6 goles. Su último partido fue la final de la Liga de Campeones contra el Milán.

### Roma
Comprado en 1990 por el presidente de Giallorossi, Dino Viola, por 6.000 millones de liras.
Aldair jugó 436 partidos con la Roma y marcó 20 goles. con el que ganó una Copa de Italia en la temporada 1990-1991, un campeonato de la Serie A en 2000-2001 y una Supercopa de Italia en 2001 Un hecho inédito en el club, su camiseta número 6 estuvo retirada durante una década, hasta que la directiva pidió su autorización para volver a ponerla a disposición. Como un monarca generoso, accedió a Chris Smalling.
El 20 de septiembre de 2012, el brasileño fue uno de los elegidos para formar parte de los primeros 11 jugadores en ser incluidos en el Salón de la Fama del club romano.

### Genoa
El 6 de septiembre de 2003, Aldair firmó un contrato con el Genoa y jugó en la Serie A-2 italiana para evitar jugar contra la Roma.

### Rio Branco
En julio de 2005, anunció sus planes de Aldair jugando para el Rio Branco, y jugar dos juegos, en el Campeonato estatal. Río Branco fue campeón en este campeonato.

### Murata
El excompañero y buen amigo Massimo Agostini lo convenció para jugar en Murata, a fin de aumentar su campaña de la Liga de Campeones. Después de que SS Murata perdiera 7-1 contra los chipriotas del APOEL FC en la primera ronda de clasificación para la Copa de la UEFA 2006/07, Massimo Agostini decidió hacer un llamamiento a Aldair a unirse a él en la península italiana. Aldair nuevamente tomó parte del equipo para jugar la Liga de Campeones en la fase de calificación de julio de 2008, pero también quedaron eliminados. Se retiró en 2011.

## Selección nacional
Ha sido internacional desde 1989 hasta 2000. Ganando la Copa Mundial de Fútbol de 1994 y saliendo
subcampeón en Copa Mundial de Fútbol de 1998, ganó la Copa América 1989 y Copa América 1997 saliendo segundo en Copa América 1995.
Jugando 93 partidos y anotando 4 goles en la Selección de fútbol de Brasil.

### Participaciones en Copas del Mundo
| Mundial                        | Sede           | Resultado        |
| ------------------------------ | -------------- | ---------------- |
| Copa Mundial de Fútbol de 1990 | Italia         | Octavos de final |
| Copa Mundial de Fútbol de 1994 | Estados Unidos | Campeón          |
| Copa Mundial de Fútbol de 1998 | Francia        | Subcampeón       |

### Participaciones en Copa América
| Copa América      | Sede    | Resultado  |
| ----------------- | ------- | ---------- |
| Copa América 1989 | Brasil  | Campeón    |
| Copa América 1995 | Uruguay | Subcampeón |
| Copa América 1997 | Bolivia | Campeón    |

## Clubes
| Club       | País       | Año       | Partidos | Goles |
| ---------- | ---------- | --------- | -------- | ----- |
| Flamengo   | Brasil     | 1985-1989 | 185      | 11    |
| SL Benfica | Portugal   | 1989-1990 | 33       | 6     |
| AS Roma    | Italia     | 1990-2003 | 415      | 20    |
| Genoa      | Italia     | 2003-2004 | 17       | 1     |
| Rio Branco | Brasil     | 2005      | 2        | 0     |
| Murata     | San Marino | 2007-2011 | 10       | 0     |
| Brasil     | Brasil     | 1989-2000 | 93       | 4     |
| Total      | Total      | Total     | 745      | 42    |

## Palmarés

### Campeonatos nacionales
| Título                  | Equipo   | País       | Año  |
| ----------------------- | -------- | ---------- | ---- |
| Campeonato Carioca      | Flamengo | Brasil     | 1986 |
| Copa Italia             | AS Roma  | Italia     | 1991 |
| Serie A                 | AS Roma  | Italia     | 2001 |
| Supercopa de Italia     | AS Roma  | Italia     | 2001 |
| Campeonato Sanmarinense | Murata   | San Marino | 2008 |

### Campeonatos internacionales
| Título                 | Equipo              | Sede           | Año  |
| ---------------------- | ------------------- | -------------- | ---- |
| Copa América           | Selección de Brasil | Brasil         | 1989 |
| Copa Mundial de Fútbol | Selección de Brasil | Brasil         | 1994 |
| Juegos Olímpicos       | Selección de Brasil | Estados Unidos | 1996 |
| Copa América           | Selección de Brasil | Bolivia        | 1997 |
| Copa Confederaciones   | Selección de Brasil | Brasil         | 1997 |